# Sárosy Károly
Sárosy Károly (Székelyudvarhely, 1867. április 29. – ?) erdélyi magyar újságíró, elbeszélő.

## Életútja
A csíksomlyói Római Katolikus Főgimnáziumban négy osztályt végzett, majd nyomdásznak tanult, s Budapesten dolgozott mint nyomdász és korrektor 1891–1911 között. Ekkor hazatért szülővárosába s a Székely Közélet munkatársa lett. A Székely Méhész c. lapban is jelentek meg írásai.

## Kötetei
- Katechizmus a távírda és telefon megértéséhez. Posta- és táv. hivatali kisegítők, kiadók használatára  (Kolozsvár, 1906)
- Erős akarattal (novellák, Székelyudvarhely 1921)
- Öreg székely levelei; szerzői, Székelyudvarhely, 1928
- Esetek, hangulatok. Visszajár a múlt (Székelyudvarhely, 1937)